# 环境背景值
环境背景值指在没有受到人类活动影响的条件下，某一特定区域的自然环境状况。重点在各种元素的浓度分布，自然存在的放射性、电磁辐射、噪声等。以此推定人类活动对本区域的自然环境影响程度。